# Batalha pela Terra
A Batalha pela Terra, iniciada em 1928 na Itália por Benito Mussolini, visava limpar os pântanos e torná-los aptos para a agricultura, bem como recuperar terras e reduzir os riscos para a saúde.

## Objetivos
- Aumentar a quantidade de terra disponível para a produção de cereais e ajude na batalha pelo trigo.
- Criar mais empregos, reduza o desemprego e estimule a demanda.
- Melhorar a saúde reduzindo a malária, melhorando assim os padrões de vida.
- Mostrar um governo dinâmico em ação, impressionando os estrangeiros.
- Reviver a Itália rural alterando o padrão dos pequenos agricultores às custas das grandes propriedades.